# Matériel (Armée française)
Pour les articles homonymes, voir Matériel.
Dans l’Armée française, le Matériel est une arme de l'armée de terre spécialisée dans la maintenance et la réparation de tout type de matériels. Les unités qui la composent sont chargées du maintien en condition opérationnelle (MCO) des  « matériels terrestres de l'armée de terre française ».
Le Matériel assure l'approvisionnement, la maintenance, la réparation et la gestion matériels, et s'assure  de leur disponibilité opérationnelle tous les jours, en garnison comme sur les théâtres d'opérations, afin de répondre en permanence aux besoins des forces. Les spécialistes du Matériel agissent sur les zones  d'opération, les zones de manœuvre ou dans les garnisons, mettent en œuvre des techniques complexes et variées, et réalisent par ce travail une mission vitale pour l'armée de terre.

## Historique

### Du service de l'Artillerie à l'arme du Matériel
Depuis le XVe siècle, l'Artillerie conçoit, produit et contrôle les matériels de guerre mais assure également au profit des unités en campagne leur livraison, leur entretien et leur réparation. Louis XIV modernise le soutien en 1671, en créant le régiment des fusiliers du roi pour le soutien et le service de l'Artillerie. La loi du 18 floréal an III crée un service du Matériel. En décembre 1790, de nouvelles unités d'Artillerie sont créées. Pour faciliter le soutien des grandes unités, celles-ci sont dotées de parcs d'artillerie. Mais, l'Artillerie ne possède plus, ni attelages, ni conducteurs. Pour remédier à cette situation, le premier Consul conçoit une organisation mobile du soutien en créant le 13 Nivôse an VIII, le Train d'Artillerie. Pendant les Cent-Jours, un escadron du Train d'Artillerie de la Garde Impériale est créé et les 8 escadrons du Train d'Artillerie de la ligne renforcés. Le Train d'Artillerie est dissous une première fois en 1829. Le 20 février 1860, Napoléon III le recrée. La IIIe République met définitivement fin en 1883 à son existence.
À la veille du premier conflit mondial, l'Artillerie est chargée du soutien automobile. Après plus de cinq siècles d'existence, il cède sa place le 25 août 1940 au service du Matériel créé par Louis Gentil, artilleur, officier du Matériel, compagnon de la Libération, général des Forces Françaises Libres, mort en déportation à Dora le 8 avril 1945. Dès 1940, le service du Matériel met sur pied l'un des tout premiers réseaux de la Résistance française - le Camouflage du Matériel qui, jusqu'en 1944, œuvre dans la plus grande clandestinité et en relation avec Londres. Dès 1942, le Matériel travaille au profit de la 1re division française libre du général de Larminat. Le commandant Clerc met sur pied des unités mobiles de réparation. Après la conférence d'Anfa en 1943, le service du Matériel crée des unités de réparation destinées à soutenir les nouvelles divisions françaises qui combattront aux côtés des forces alliées.
Le 22 mai 1944, le Corps expéditionnaire français met sur pied ses unités de soutien pour la campagne d'Italie. En décembre, les unités du Matériel alignent sur le théâtre des opérations 1 bataillon et 13 compagnies de réparation ou spécialisées. Le chef d'escadrons Flandres organise au profit de la 2e division blindée, des groupements d'escadrons de réparation qui assurent, d'août 1944 à mai 1945, le soutien de plus d'une centaine de chars et d'un millier de véhicules.
En 1944, le général Dario prend le commandement de la direction du service du Matériel de l'armée B. Le service qui compte 13 000 hommes et aligne une soixantaine d'unités de soutien aux ordres du colonel Le Troadec, assure la maintenance de 7 divisions. Le 15 août 1944, c'est le débarquement de Provence ; le 16, les premières unités du Matériel débarquent. Le 5 décembre, le service s'installe à Belfort, puis à Strasbourg où il stationne encore le 8 mai 1945. Sa progression se poursuit alors jusqu'en Autriche. Le service du Matériel de la 1re Armée française s'installe définitivement en Allemagne en avril 1945 sous l'égide du général Le Troadec, ancien directeur adjoint du service du Matériel de la 1re Armée française.
De 1945 à 1962, le Service du Matériel assure le soutien de l'armée française sur tous les théâtres d'opérations, notamment en Indochine française et en Afrique française du Nord. Depuis plus de 35 ans, il intervient du Tchad à la Centrafrique. En 1976, le Service du Matériel devient Arme afin de répondre au mieux aux exigences opérationnelles. 
En 2023, le Matériel compte, une école de formation technique, 6 régiments du Matériel (RMAT) et 3 bases de soutien du Matériel (BSMAT), un centre de formation initiale des militaires du rang et une École militaire préparatoire technique, au service de l'armée de terre, des autres armées et des services.

### Quelques dates
- 1409 : Existence d'une structure fixe et d'une structure mobile soutenant l'artillerie, gérées par le Service de l'Artillerie. Le XVe siècle est le siècle de la modernisation de l'Artillerie (les Frères Bureau).
- 1671 : réorganisation de l'Artillerie ; création du premier régiment de soutien aux matériels d'artillerie (origine de la composante mobile).
- 1795 : le 7 mai 1795, création d'un service du Matériel (d'artillerie) avec 66 directions.
- 1800 : le 3 janvier 1800, création du Train d'Artillerie par Bonaparte, 1er Consul.
- 1862 : Napoléon III recrée le Train d'Artillerie.
- 1883 : (24 juillet) dissolution du Train d'Artillerie ; le Service de l'Artillerie assure le suivi des matériels de leur conception à leur élimination.
- 1940 : (25 août) création du service du Matériel par l'ingénieur général Louis de Labretoigne du Mazel (1885-1963)[2] et le colonel Gentil[3].
- 1940 : création du réseau camouflage du matériel (CDM) par la résistance.
- 1942 : Le Matériel combat aux côtés de la 1re DFL en Afrique.
- 1943 : (janvier) création des unités du Matériel de l'armée B. Création de l'école de Meknès.
- 1944 : Le Matériel soutient et combat dans le cadre des débarquements alliés jusqu'en Autriche.
- 1945 : création de l'école du Matériel à Bourges.
- 1945 - 1954 : le Service du Matériel assure le soutien opérationnel en Indochine.
- 1954 - 1962 : le Service du Matériel soutient les unités de l'armée française en Algérie.
- 1960 : remise de l'étendard de l'école supérieure et d'application du Matériel.
- 1976 : le 1er janvier, le Matériel devient Arme.
- 1977 : Réforme Lagarde : avec la création d'unités de soutien spécialisées aux Divisions Blindées et aux Divisions d'Infanterie.
- 1980 : le 5 septembre, remise officielle de l'étendard du Matériel par le général d'armée Lagarde.
- 1981 : création du 1er Régiment du Matériel de Corps d'Armée.
- 2010 : création de la Structure intégrée du maintien en condition opérationnelle des matériels terrestres (SIMMT) et du Service de la maintenance industrielle terrestre (SMITer).
- 2011 : création du Service interarmées des munitions (SIMu).
- 2024 : création de la brigade de maintenance.

## Les unités constituées de maintenanciers

### Les états-majors
- La SIMMT : Structure intégrée du maintien en condition opérationnelle des matériels terrestres
- Le SMITer : Service de la maintenance industrielle terrestre
- Le SIMu : Service Interarmées des Munitions
- La Dmae : direction de la maintenance aéronautique
- Le SSF : service de soutien de la flotte

### La formation
La formation est réalisée à l'école du Matériel au sein des écoles militaires de Bourges

### La recherche
La section technique de l'armée de terre (STAT) a pour mission de conduire, en coordination étroite avec la DGA, l’ensemble des programmes d’armement destinés aux forces aéroterrestres.

### Les régiments
En 2013, l'Arme du matériel est constituée des régiments suivants :
- 2e Régiment du Matériel à Bruz, Poitiers et au Mans
- 3e Régiment du Matériel à Muret, Montauban et Vayres
- 4e Régiment du Matériel à Nîmes, aux Garrigues et à Miramas
- 6e Régiment du Matériel à Besançon et Gresswiller
- 7e Régiment du Matériel à Lyon et Varces
- 8e Régiment du Matériel à Mourmelon, Olivet, Suippes, Verdun et Mailly le camp.

### Les bases
En 2014, l'Arme du Matériel est constituée des bases suivantes :
- 5e Base de soutien du Matériel à Draguignan
- 12e Base de soutien du Matériel à Neuvy-Pailloux, Satory, Nouatre, Olivet et Gien
- 13e Base de soutien du Matériel à Clermont-Ferrand, Moulins, Saint-Astier et Tulle

### La fonction soutien munitions
Depuis la création le 25 mars 2011 du Service interarmées des munitions, les artificiers du matériel de l'Armée de terre sont sous les ordres techniques de ce service, de la même manière que les ouvriers d'états en pyrotechnie et les pyrotechniciens de l'Armée de l'air. Ce service est sous commandement direct de l'état-major des armées (EMA). En revanche, ils sont gérés en gestion RH par la direction des ressources humaines de l'armée de terre et sont formés au sein des écoles militaires de Bourges.

## Traditions

### Insigne du Matériel
L'actuel attribut de l'Arme est constitué d'une roue dentée d'argent, chargée de deux canons en sautoir surmontés d'une grenade à neuf flammes allongées aussi d'argent. Cette symbolique (moins la roue dentée) est déjà présente sous le Consulat et l'Empire. L'attribut actuel est homologué le 28 avril 1954. Cet attribut a remplacé l'insigne originel du Matériel, homologué le 14 juin 1947. Cet insigne était composé d'un essieu d'azur à grenade d'argent. La roue comporte douze dents d'engrenage, dont cinq sont occultées par la grenade et les extrémités des canons.

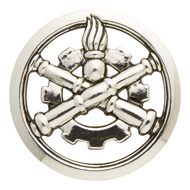
Insigne de béret du Matériel.
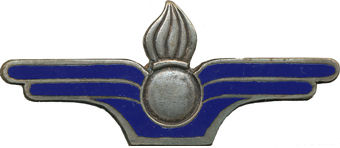
Insigne de l'Arme du Matériel. (Ancienne version)

### Étendard de l'Arme
L'arme du Matériel est créée à compter du 1er janvier 1976. À sa demande, elle est dotée d'un étendard. La remise officielle, par le général d'armée Jean Lagarde, chef d'état-major de l'Armée de terre, a lieu le 5 septembre 1980.
L'attribution des étendards aux huit régiments du Matériel mis sur pied le 1er juillet 1985 aura pour conséquence la mise en dépôt de l'emblème de l'Arme au musée du Matériel à Bourges.
En 2005, sur décision du général d'armée Bernard Thorette, chef d'état-major de l'armée de terre, l'étendard du Matériel est réactivé. La garde est alors assurée alternativement pendant une année par les Bataillons du Matériel et par les Bases de soutien du Matériel.
En 2014, le Service historique de la Défense procède à la réalisation d'un deuxième étendard afin de remplacer le premier, fort usagé. Le premier est alors mis en dépôt au musée du Matériel et de la Maintenance.
L'étendard porte dans ses plis l'inscription « AFN 1952-1962 ».

### Couleurs de tradition
Les couleurs traditionnelles de l'Arme sont le gris de fer et le bleu foncé. Le gris de fer ou gris de plomb est la couleur principale. Le bleu foncé est la couleur secondaire. Ces couleurs ont pour origine les uniformes portés par le Train d'Artillerie dont l'habillement se composait d'un habit-veste de drap gris de fer avec revers en pointe et parements ronds de couleurs bleu national. Ces couleurs avaient elles-mêmes pour origine les uniformes portés par les civils spécialistes du Régiment des Fusiliers du Roi créé par Louis XIV en 1671.

### Fête d'Arme
L'Arme du Matériel est placée sous le patronage de Saint Éloi qui, avant d'être évêque, fut un habile orfèvre et grand Argentier du royaume. Il est célébré le 1er décembre. Il s'agit de la manifestation de cohésion commune à toutes les unités du Matériel. Elle y même, dans le respect des règles de savoir-vivre militaire, un aspect cérémonial et ludique. Tous les personnels, militaires et civils, participent à cette manifestation.

### Calot de tradition
La direction centrale de l'intendance a répertorié deux bonnets de police : le modèle »1946 » en drap et le modèle »1957» en coton, celui porté actuellement. Le calot, aussi appelée bonnet de police, est une coiffure comprenant une partie centrale constituée d'un calot avec en son fond un pli creux. Elle est enserrée par un bandeau croissant sur le devant. Ce bandeau peut être orné d'un passepoil, c'est-à-dire d'un petit liseré qui borde la couture. Les calots sont de couleur bleu foncé, c'est la couleur du fond qui permet de faire la distinction entre les Armes : le fond et le passepoil sont de couleur gris de plomb pour le Matériel. Le port du calot de tradition n'est autorisé que lors des manifestations à caractère de tradition internes au corps.